# Шегестин
Шегестин (хорв. Šegestin) — населений пункт у Хорватії, в Сисацько-Мославинській жупанії у складі громади Двор.

## Населення
Населення за даними перепису 2011 року становило 35 осіб.
Динаміка чисельності населення поселення:

## Клімат
Середня річна температура становить 10,69 °C, середня максимальна – 25,29 °C, а середня мінімальна – -6,44 °C. Середня річна кількість опадів – 1052 мм.
| Клімат поселення                              | Клімат поселення | Клімат поселення | Клімат поселення | Клімат поселення | Клімат поселення | Клімат поселення | Клімат поселення | Клімат поселення | Клімат поселення | Клімат поселення | Клімат поселення | Клімат поселення | Клімат поселення |
| Показник                                      | Січ.             | Лют.             | Бер.             | Квіт.            | Трав.            | Черв.            | Лип.             | Серп.            | Вер.             | Жовт.            | Лист.            | Груд.            |                  |
| Середній максимум, °C                         | 6,91             | 9,04             | 13,44            | 17,62            | 22,10            | 25,29            | 24,80            | 24,22            | 20,59            | 15,51            | 9,87             | 5,71             |                  |
| Середня температура, °C                       | 0,24             | 2,38             | 6,78             | 10,94            | 15,42            | 18,62            | 20,34            | 19,75            | 16,12            | 11,07            | 5,42             | 1,26             |                  |
| Середній мінімум, °C                          | −6,44            | −4,33            | 0,10             | 4,27             | 8,76             | 11,94            | 15,88            | 15,30            | 11,68            | 6,61             | 0,96             | −3,2             |                  |
| Норма опадів, мм                              | 67               | 65               | 74               | 89               | 91               | 99               | 92               | 91               | 94               | 98               | 107              | 85               |                  |
| Середньомісячна швидкість вітру, м/с          | 1.57             | 1.74             | 2.11             | 2.05             | 1.88             | 1.70             | 1.68             | 1.54             | 1.53             | 1.59             | 1.63             | 1.67             |                  |
| Середньомісячна сонячна радіація, кДж/м²·день | 4326             | 7165             | 10904            | 15302            | 19477            | 21568            | 22860            | 19926            | 14720            | 9186             | 4868             | 3583             |                  |
| --------------------------------------------- | ---------------- | ---------------- | ---------------- | ---------------- | ---------------- | ---------------- | ---------------- | ---------------- | ---------------- | ---------------- | ---------------- | ---------------- | ---------------- |
| Джерело:                                      |                  |                  |                  |                  |                  |                  |                  |                  |                  |                  |                  |                  |                  |